# Krčava
Krčava é um município da Eslováquia, situado no distrito de Sobrance, na região de Košice. Tem 8,74 km² de área e sua população em 2018 foi estimada em 408 habitantes.

## Demografia
| Ano:        | 1994 | 2004   | 2014   | 2024   |
| ----------- | ---- | ------ | ------ | ------ |
| Broj ljudi: | 449  | 437    | 420    | 434    |
| Razlika:    |      | -2,67% | -3,89% | +3,33% |

| Ano:               | 2023 | 2024   |
| ------------------ | ---- | ------ |
| Número de pessoas: | 437  | 434    |
| Diferença:         |      | -0,68% |